# Concurso Internacional de Piano Compositores de España
El Concurso Internacional de Piano Compositores de España (CIPCE) es un concurso musical dirigido a pianistas de música clásica de todo el mundo. Se celebra cada año en el mes de noviembre y tiene como sede el auditorio "Joaquín Rodrigo" de Las Rozas de Madrid. Cada edición toma el nombre del compositor español homenajeado y se ofrecen diversos conciertos en los que se programan las obras de su producción pianística. Desde el año 2022, el concurso forma parte de la Federación Mundial de Concursos Internacionales de Música.

## Compositores homenajeados
- 2000 Antón García Abril
- 2001 Xavier Montsalvatge
- 2002 Tomás Marco
- 2003 Carlos Cruz de Castro
- 2004 Joaquín Rodrigo
- 2005 Zulema de la Cruz
- 2006 Gabriel Fernández Álvez
- 2007 Claudio Prieto
- 2008 Cristóbal Halffter
- 2009 Joaquín Turina
- 2010 José Zárate
- 2011 Salvador Brotons
- 2012 Isaac Albéniz
- 2013 Antón García Abril
- 2014 Miguel Ángel Gómez Martínez
- 2015 Juan Medina
- 2016 Alejandro Román
- 2017 Juan Manuel Ruiz
- 2018 José Luis Turina
- 2019 Juan Durán
- 2021 Pascual Gimeno
- 2022 Enrique Granados
- 2023 Manuel de Falla
- 2024 Tomás Marco

## Los ganadores
| Edición y Compositor              | Año  | 1.er premio             | 2º premio                  | 3er premio                         |
| --------------------------------- | ---- | ----------------------- | -------------------------- | ---------------------------------- |
| 24º - Tomás Marco                 | 2024 | Uladzislau Khandohi     | Desierto                   | Zhilin Chen Marta Tejero Fernández |
| 23º - Manuel de Falla             | 2023 | Kadizha Israpil         | Robert Billy               | Laura Ballestrino Mateos           |
| 22º - Enrique Granados            | 2022 | Eugenia Sánchez Durán   | Artem Kuznetsov            | Dmitry Sin                         |
| 21º - Pascual Gimeno              | 2021 | Angel Stanislav Wang    | Pjotr Naryshkin            | Eugenia Sánchez Durán              |
| 20º - Juan Durán                  | 2019 | Dominic Chamot          | Roman Lopatunskyi          | Jaeeyoon Lee                       |
| 19º - José Luis Turina            | 2018 | Harrison Herman         | Zixi Chen                  | Rachel Breen                       |
| 18º - Juan Manuel Ruiz            | 2017 | Evgeny Konnov           | Harrison Herman            | Samson Tsoy                        |
| 17º - Alejandro Román             | 2016 | Pedro López Salas       | Pier Carmine Garzillo      | Georgy Voylochnikov                |
| 16º - Juan Medina                 | 2015 | Kirylo Korsunenko       | Moye Chen                  | Harrison Herman                    |
| 15º - Miguel Ángel Gómez Martínez | 2014 | Su Yeon Kim             | Ana Kipiani                | Toghrul Huseynli                   |
| 14º - Antón García Abril          | 2013 | Kateryna Titova         | Nikolai Saratovskii        | Antonio Bernaldo de Quirós Yazama  |
| 13º - Isaac Albéniz               | 2012 | Philippe Raskin         | Yedam Kim                  | Natsuki Nishimoto                  |
| 12º - Salvador Brotons            | 2011 | José Ramón García Pérez | Yoshifumi Morita           | Maria Yulin                        |
| 11º - José Zárate                 | 2010 | Pavlo Kachnov           | Arcadie Triboi             | Pavel Raykerus                     |
| 10º - Joaquín Turina              | 2009 | Alexey Chernov          | Olga Kozlova               | Ilona Timchenko                    |
| 9º - Cristóbal Halffter           | 2008 | Alexander Yakovlev      | Evelina Borbei             | Kazuya Saito                       |
| 8º - Claudio Prieto               | 2007 | Daniil Tsvetkov         | Vakhtang Kodanashvili      | Maria Baranova                     |
| 7º - Gabriel Fernández Álvez      | 2006 | Sergei Tarasov          | Michael Namirovsky         | Alexey Kurbatov                    |
| 6º - Zulema de la Cruz            | 2005 | Juan Francisco Lago     | Enrique Bernaldo de Quirós | Paulo Brasil                       |
| 5º - Joaquín Rodrigo              | 2004 | Evgueni Starodoubtsev   | Julian Riem                | Vaclav Pacl                        |
| 4º - Carlos Cruz de Castro        | 2003 | Yung Wook Yoo           |                            |                                    |
| 3º - Tomás Marco                  | 2002 | Federico Gianello       |                            |                                    |
| 2º - Xavier Montsalvatge          | 2001 | Calogero Di Liberto     |                            |                                    |
| 1º - Antón García Abril           | 2000 | Antonio Jesús Cruz      |                            |                                    |